# Chrysops okavangoensis
Chrysops okavangoensis är en tvåvingeart som beskrevs av Travassos Santos Dias 1989. Chrysops okavangoensis ingår i släktet Chrysops och familjen bromsar.
Artens utbredningsområde är Namibia. Inga underarter finns listade i Catalogue of Life.